# Bosnië en Herzegovina op het Eurovisiesongfestival 2008
Bosnië en Herzegovina nam deel aan het Eurovisiesongfestival 2008 in Belgrado, Servië. Het was de 14de deelname van het land op het Eurovisiesongfestival. De artiest werd gekozen door een interne selectie. BHRT was verantwoordelijk voor de Bosnische bijdrage voor de editie van 2008.

## Selectieprocedure
De artiest voor deze editie werd via een interne selectie gekozen. Er werden in totaal 50 liedjes ingestuurd waarna een speciale commissie dit reduceerde tot 31. Men koos uiteindelijk voor Laka & Mirela Lakovic met het lied Pokusaj .

## In Helsinki
Eerst moest men aantreden in de eerste halve finale, als 13de net na Andorra en voor Armenië. Op het einde van de avond bleek het land in de enveloppen en bijgevolgd door te gaan naar de finale. Men eindigde op een 9de plaats met 72 punten.
Men ontving 3 keer het maximum van de punten.
België en Nederland hadden respectievelijk 0 en 7 punten over voor deze inzending.
In deze finale moest Bosnië-Herzegovina optreden als 6de,net na Armenië en net voor Israël.
Op het einde van de puntentelling bleek dat ze op een 10de plaats waren geëindigd met 110 punten.
Men ontving 2 keer het maximum van de punten.
België en Nederland hadden respectievelijk 0 en 7 punten over voor deze inzending.

### Gekregen punten

#### Halve Finale 1
| 12 punten                           | 10 punten      | 8 punten  | 7 punten                | 6 punten   |
| ----------------------------------- | -------------- | --------- | ----------------------- | ---------- |
| - Montenegro - Noorwegen - Slovenië |                | - Finland | - Duitsland - Nederland | - Moldavië |
| 5 punten                            | 4 punten       | 3 punten  | 2 punten                | 1 punt     |
|                                     | - Azerbeidzjan | - Ierland |                         | - Estland  |

#### Finale
| 12 punten                     | 10 punten                                    | 8 punten       | 7 punten                           | 6 punten            |
| ----------------------------- | -------------------------------------------- | -------------- | ---------------------------------- | ------------------- |
| - Kroatië - Servië            | - Montenegro - Noorwegen - Slovenië - Zweden |                | - Nederland - Zwitserland          | - Finland - Turkije |
| 5 punten                      | 4 punten                                     | 3 punten       | 2 punten                           | 1 punt              |
| - Duitsland - Noord-Macedonië |                                              | - Azerbeidzjan | - Denemarken - Frankrijk - Ierland | - Tsjechië          |

### Punten gegeven door Bosnië-Herzegovina

#### Halve Finale 1
Punten gegeven in de halve finale:
| 12 punten | Montenegro   |
| 10 punten | Slovenië     |
| 8 punten  | Griekenland  |
| 7 punten  | Rusland      |
| 6 punten  | Armenië      |
| 5 punten  | Israël       |
| 4 punten  | Noorwegen    |
| 3 punten  | Azerbeidzjan |
| 2 punten  | Ierland      |
| 1 punt    | Finland      |

#### Finale
Punten gegeven in de finale:
| 12 punten | Servië      |
| 10 punten | Kroatië     |
| 8 punten  | Turkije     |
| 7 punten  | Griekenland |
| 6 punten  | Armenië     |
| 5 punten  | Israël      |
| 4 punten  | Rusland     |
| 3 punten  | Oekraïne    |
| 2 punten  | Noorwegen   |
| 1 punt    | Albanië     |